# Republika Cispadańska

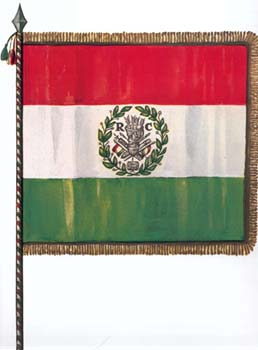
Flaga Republiki Cispadańskiej

Republika Cispadańska (1796–1797) – państwo w północnej części obecnych Włoch o ustroju parlamentarno-komitetowym i stolicy w Bolonii, utworzone 16 października 1796 przez generała Napoleona Bonaparte podczas Kongresu w Modenie z Księstwa Modeny i Reggio oraz Bolonii i Ferrary. Traktatem pokojowym w Tolentino (19 lutego 1797) powiększona o Romanię. 9 lipca 1797 przyłączona do Republiki Cisalpińskiej.